# Cryptocephalus trimaculatus

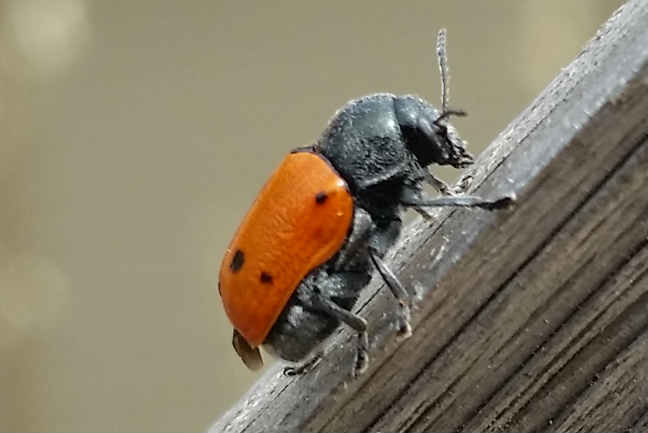
Cryptocephalus trimaculatus –
Seitenansicht

Cryptocephalus trimaculatus ist ein Käfer aus der Familie der Blattkäfer und der Unterfamilie der Fallkäfer (Cryptocephalinae).

## Merkmale des Käfers
Der Käfer hat eine Körperlänge von 5,5–8 mm. Die Grundfarbe des Käfers ist schwarz. Die Käfer besitzen eine ovale Gestalt. Der Seitensaum des Halsschilds ist schmal aufgebogen. Der Halsschild ist außerdem glänzend und einzeln punktiert. Die Flügeldecken sind orangerot gefärbt. Es befindet sich vorne ein schwarzer Fleck sowie im hinteren Drittel auf gleicher Höhe zwei schwarze Flecke. Diese können bei manchen Exemplaren auch miteinander verbunden sein. Des Weiteren weisen die Flügeldecken in Längsrichtung schwarze Punktreihen auf.

## Verbreitung
Cryptocephalus trimaculatus kommt im Mittelmeerraum (Südfrankreich, Italien, Balkanhalbinsel, Kleinasien) vor. Im Norden reicht das Verbreitungsgebiet über Österreich (Kärnten, Burgenland) nach Mähren und in die Slowakei.

## Lebensweise
Die Käfer fliegen gewöhnlich von Mai bis Juli. Man findet sie gewöhnlich an Waldrändern – an Weißdorn (Crataegus) und an verschiedenen Eichen (Quercus). Bei einer Freilandstudie in Kleinasien wurden die Käfer an Eingriffeligem Weißdorn (Crataegus monogyna) und an Kermes-Eichen (Quercus coccifera) angetroffen.

## Etymologie
Der Namenszusatz trimaculatus leitet sich aus dem Lateinischen ab: tri Vorsilbe für „drei“, maculatus bedeutet „fleckig“.